# Clytus orientalis
Clytus orientalis är en skalbaggsart som beskrevs av Tadao Kano 1933. Clytus orientalis ingår i släktet Clytus och familjen långhorningar.
Artens utbredningsområde är Taiwan. Inga underarter finns listade i Catalogue of Life.